# Ilse Dubois
Pour les articles homonymes, voir Dubois (patronyme).
Ilse Dubois (née le 10 février 1922 à Berlin-Schöneberg, morte le 11 août 2008 à Munich) est une costumière allemande.

## Biographie
Elle étudie le graphisme de mode à l'école de textile et de mode de l'Association Lette (de) à Berlin. À partir de 1948, Dubois travaille comme costumière pour la théâtre et le cinéma.
Elle collabore avec de nombreux réalisateurs allemands des années 1950 et 1960 tels que Kurt Hoffmann, Alfred Weidenmann et Bernhard Wicki. Ensuite elle travaille pour la télévision. En 2004, elle et le chef décorateur Wolfgang Hundhammer reçoivent le Filmpreis der Landeshauptstadt München.

## Filmographie
- 1950 : Der Theodor im Fußballtor (de)
- 1951 : La Blanche Aventure (de)
- 1953 : Pünktchen und Anton (de)
- 1955 : Trois Hommes dans la neige (Drei Männer im Schnee) de Kurt Hoffmann
- 1955 : Piroschka (de)
- 1956 : Heute heiratet mein Mann
- 1956 : Kitty, une sacrée conférence
- 1957 : Salzburger Geschichten
- 1957 : Rübezahl – Herr der Berge
- 1957 : Les Sentiers de la gloire
- 1958 : Eva küßt nur Direktoren
- 1958 : Mademoiselle Scampolo
- 1958 : La Fille aux yeux de chat
- 1959 : Pris au piège (de)
- 1959 : 2 x Adam, 1 x Eva
- 1959 : Heimat – Deine Lieder (de)
- 1960 : Bataillon 999
- 1960 : Der Schleier fiel… (de)
- 1960 : Les chacals meurent à l'aube
- 1960 : Au nom de Dieu (de)
- 1961 : Le Miracle du père Malachias
- 1961 : Die Falle (TV)
- 1961 : Le Jeu de l'assassin (de)
- 1962 : Zahlungsaufschub (TV)
- 1962 : Bedaure, falsch verbunden (TV)
- 1962 : Der Schlaf der Gerechten (TV)
- 1962 : L'Irrésistible célibataire
- 1963 : Frühstück im Doppelbett
- 1963 : Die Entscheidung (TV)
- 1964 : Nach Ladenschluss (TV)
- 1964 : Der Hund des Generals (TV)
- 1964 : Lydia muss sterben (TV)
- 1965 : Situation désespérée, mais pas sérieuse
- 1965 : Die fromme Helene
- 1966 : Quadrille (TV)
- 1967 : Freitag muß es sein (TV)
- 1967 : John Gabriel Borkman (TV)
- 1967 : Stine (TV)
- 1967 : Danse macabre
- 1967 : Verräter (série télévisée, 3 épisodes)
- 1967 : Das Attentat - Schleicher: General der letzten Stunde (TV)
- 1968 : Graf Öderland (TV)
- 1968 : Diese Frau zum Beispiel (TV)
- 1969 : Mord nach der Oper (TV)
- 1969 : Rebellion der Verlorenen (série télévisée, 3 épisodes)
- 1970 : Sessel zwischen den Stühlen (TV)
- 1970 : Unter Kuratel (TV)
- 1970 : Menschen (TV)
- 1970-1971 : Merkwürdige Geschichten (série télévisée, 13 épisodes)
- 1971 : Der Pfandleiher (de) (TV)
- 1972 : Das Klavier (TV)
- 1973 : Les Aventures extraordinaires du baron von Trenck (série télévisée, 3 épisodes)
- 1973 : Der Vorgang (TV)
- 1973 : Oh Jonathan – oh Jonathan! (de)
- 1973 : Rückstände (TV)
- 1974 : Arsène Lupin (série télévisée, 3 épisodes)
- 1974 : Die preußische Heirat (TV)
- 1974 : Cautio Criminalis (TV)
- 1975 : Benjowski (série télévisée, 4 épisodes)
- 1975 : Tristan (TV)
- 1975 : Des Christoffel von Grimmelshausen abenteuerlicher Simplizissimus (de) (série télévisée, 2 épisodes)
- 1976 : MitGift (de)
- 1976 : Der Winter, der ein Sommer war (de) (série télévisée, 2 épisodes)
- 1978 : Der Gehilfe (TV)
- 1978 : Magere Zeiten (série télévisée, 4 épisodes)
- 1978 : Tatort: Schwarze Einser (de) (TV)
- 1980 : Die Undankbare (TV)
- 1981 : Preußische Nacht (TV)
- 1982 : Stella (TV)
- 1982 : Die Erbin (TV)
- 1983 : Inspecteur Derrick : Trafic d'armes (TV)
- 1983 : Die Matrosen von Kronstadt (TV)
- 1986 : Quadrille (TV)
- 1986 : Kein Alibi für eine Leiche (TV)
- 1987-1992 : Die Hausmeisterin (de) (série télévisée, 23 épisodes)